# VM i bandy 2001
Verdensmesterskabet i bandy 2001 var det 22. VM i bandy gennem tiden, og mesterskabet blev arrangeret af Federation of International Bandy. Mesterskabet havde deltagelse af syv hold og hovedparten af kampene blev spillet i Oulu i Finland, som officielt var værtsland. En del af kampene blev imidlertid spillet i Haparanda i Sverige. Turneringen blev spillet i perioden 24. marts – 1. april 2001.
Mesterskabet blev vundet af Rusland efter finalesejr over Sverige på 6-1. Det var Ruslands anden VM-titel og den anden i træk. Bronzemedaljerne gik til værtslandet Finland, som besejrede Kasakhstan med 3-2 i bronzekampen, og som dermed vandt VM-bronze for 14. gang.
Hviderusland deltog for første gang i VM og endte på syvende- og sidstepladsen.

## Resultater

### Indledende runde
De syv hold spillede først en indledende runde alle-mod-alle. Sejre gav 2 point, uafgjorte 1 point, mens nederlag gav 0 point. De fire bedste hold kvalificerede sig til semifinalerne, hvor nr. 1 mødte nr. 4 og nr. 2 spillede mod nr. 3. Nr. 5 og 6 spillede placeringskamp om 5.-pladsen.
| Plac. | Hold         | Kampe | + Mål − | Point |
| ----- | ------------ | ----- | ------- | ----- |
| 1.    | Sverige      | 6     | 76-18   | 12    |
| 2.    | Rusland      | 6     | 63-16   | 10    |
| 3.    | Kasakhstan   | 6     | 63-39   | 8     |
| 4.    | Finland      | 6     | 57-29   | 6     |
| 5.    | Norge        | 6     | 48-44   | 4     |
| 6.    | USA          | 6     | 21-59   | 2     |
| 7.    | Hviderusland | 6     | 001-124 | 0     |

### Placerings- og finalekampe
| Dato               | Kamp                 | Resultat |
| ------------------ | -------------------- | -------- |
| Kamp om 5.-pladsen |                      |          |
| 31.3.              | Norge - USA          | 18-30    |
| Semifinaler        |                      |          |
| 31.3.              | Sverige – Finland    | 4-2      |
| 31.3.              | Rusland – Kasakhstan | 13-50    |
| Bronzekamp         |                      |          |
| 1.4.               | Kasakhstan – Finland | 2-3      |
| Finale             |                      |          |
| 1.4.               | Sverige – Rusland    | 1-6      |

### Samlet rangering
| VM 2001 | VM 2001      |
| ------- | ------------ |
| Guld    | Rusland      |
| Sølv    | Sverige      |
| Bronze  | Finland      |
| 4.      | Kasakhstan   |
| 5.      | Norge        |
| 6.      | USA          |
| 7.      | Hviderusland |